# Árpád-házi Szent Margit
Árpád-házi Szent Margit (Klissza, 1242. január 27. – Margit-sziget, 1270. január 18.) IV. Béla magyar király és Laszkarisz Mária bizánci császári hercegnő leánya, Árpád-házi Szent Erzsébet unokahúga, Árpád-házi Boldog Erzsébet nagynénje.

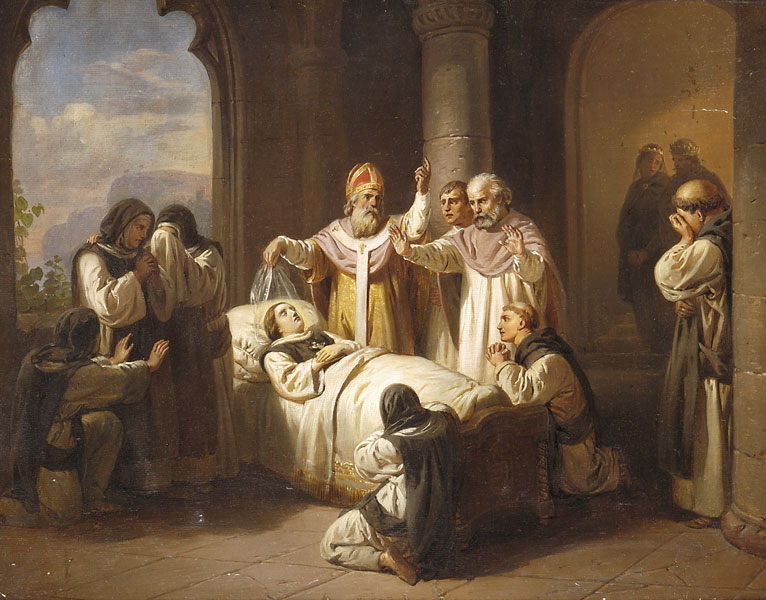
Molnár József: Árpádházi Szent Margit halála (1857)

## Élete

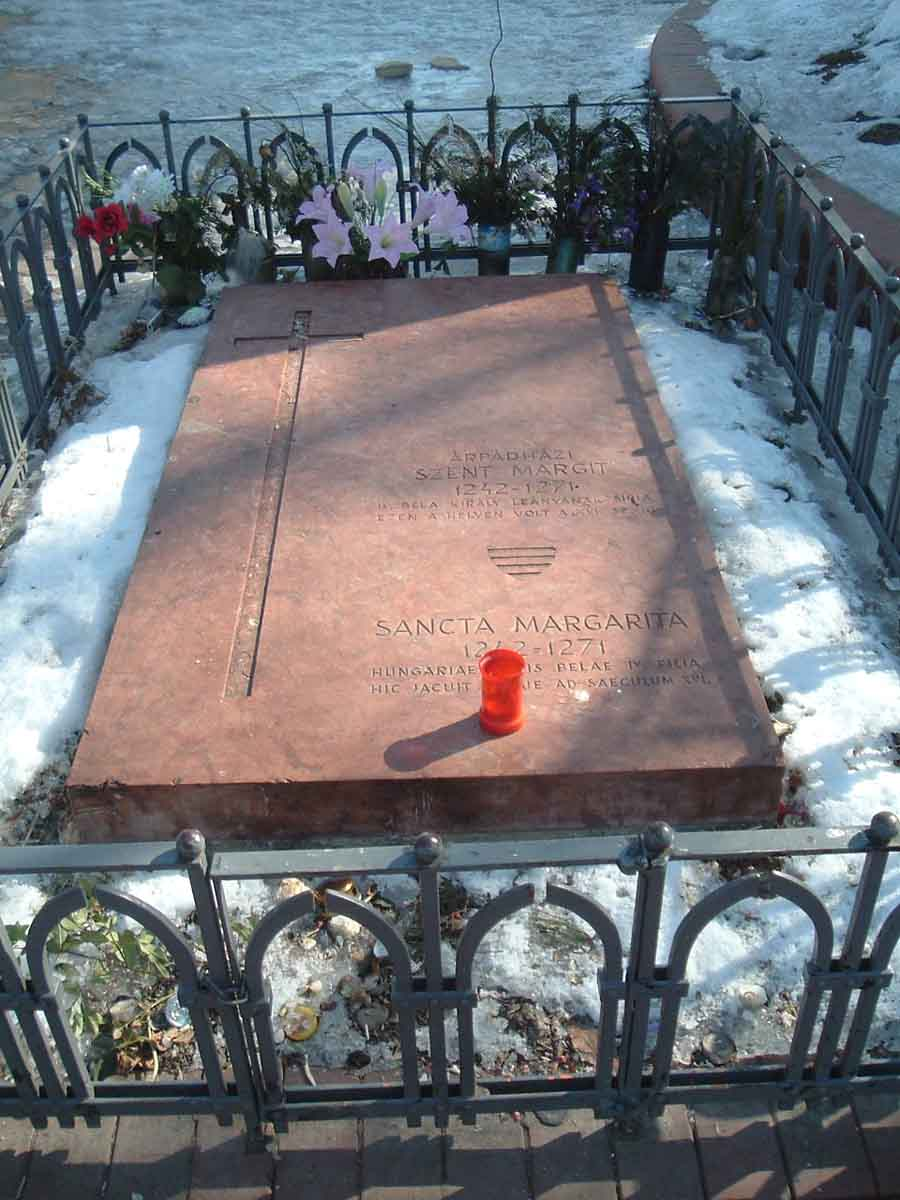
Szimbolikus síremléke a Margit-szigeten

A vesztett muhi csata után IV. Béla feleségével, Laszkarisz Mária bizánci hercegnővel együtt Dalmáciába menekült. Ott, Klissza várában született Margit leányuk 1242. január 27-én. Szülei – a tatároktól elszenvedett vereség miatti kétségbeesésükben – felajánlották őt Magyarország megmentéséért.
Margit ennek megfelelően hároméves korában a domonkos apácákhoz került Veszprémbe. A veszprémi Szent Katalin apácakolostorban töltötte gyermekéveit. Amikor édesapja, IV. Béla király leánya számára új kolostort építtetett a Veszprémi Püspökséghez tartozó Nyulak szigetén (a mai Margit-sziget), Margit átköltözött, nevelőnője Olympiades nővér volt. Fogadalmát is itt tette le 1254-ben 12 éves korában és itt töltötte szerzetesi éveit egészen 1270-ben bekövetkezett haláláig.
A keresztények Margitot az önfegyelmezés és keresztény szeretet példaképének tekintik. A legalacsonyabb rendű munkát is szívesen végezte, és a legrosszabb ruhákban járt. Napjait munkában, éjszakáit imádságban töltötte. Gyakran kínozta magát korbácsolással is. A róla szóló, 1510-ből fennmaradt legenda szerint jövendőmondó képességgel is rendelkezett, amellyel olykor apjának is segítségére volt diplomáciai gondjai megoldásában. Fogadalmának visszavonására két alkalommal is lehetősége lett volna, hiszen minden bizonnyal megkapta volna a felmentést apja kérésére. Ő azonban visszautasította II. Ottokár cseh király és a lengyel király házassági ajánlatát is.
1270. január 18-án halt meg a Margit-szigeti kolostorban, bő egy héttel 28. születésnapja előtt. Ravatalát 1271 körül Albert és Péter lombardiai szobrászok faragták meg vörös, egyes részeit pedig fehér márványból.
Boldoggá avatása már 1276-ban megtörtént, szentté avatására azonban évszázadokat kellett várni. A szerzetesrendek feloszlatása után, Boldog Margit nagyereklyéje (csontjai) a pozsonyi klarissza zárdából eltűntek, és 1782 után gróf Batthyány Ignác, akkor már erdélyi püspök birtokába jutott, aki ezen az alapon, VI. Piusz pápától 1789. július 28-án kelt apostoli iratot eszközölt ki: a pápa, Boldog Margit ünnepének megülését az Erdélyi Püspökség területére kiterjedően engedélyezte. Végül XII. Piusz pápa 1943-ban avatta szentté, mégpedig atyjának húga, Árpád-házi Szent Erzsébet ünnepnapján, november 19-én.

## Emlékezete
- Gergely, Domonkos-rendi szerzetes latinul írt legendája (1408), az úgynevezett „legrégibb legenda”
- Vizsgálat boldog emlékezetű Margit szűznek életéről, magatartásáról, csodatetteiről 1276. Latin nyelvű kézirat, a két szöveget magyarul közzétette: Balassi Kiadó, 1999
- Budapesten az Esztergom-Budapesti főegyházmegye területén két katolikus templom viseli a nevét, az Árpád-házi Szent Margit-templom (XIII. kerület Lehel téri) és a pestszentlőrinci (XVIII. kerület). Liturgikus ünnepe január 18-án van.
- A fenti, egyházi intézményeken kívül Budapesten a Margit híd, a Margit-sziget, valamint a Szent Margit Kórház, és a Szent Margit Gimnázium viselik a nevét.
- 1906 augusztusában jelent meg a Budapesti Naplóban Ady Endre Szent Margit legendája című drámai költeménye, melyben híven adja vissza a középkori hangulatot, egyben utal is Ráskai szövegére.[3]
- Gárdonyi Géza Isten rabjai című regényének egyik főszereplője
- Berze-Nagy Ilona: Muhi virágai (1929)
- Kodolányi János: Boldog Margit (1937, Atheneum Kiadó)
- Gárdonyi regényéből Pacséry Ágoston készített filmet 1942-ben, melyben Margitot Bulla Elma alakította.
- Boldog Salkaházi Sára szociális testvér írt misztériumjátékot Fény és illat címmel. A darabot 1944-ben mutatták be először a Magyar Művelődés Házában (a mai Erkel Színházban).
- Szokolay Sándor: Margit, a hazának szentelt áldozat (misztériumopera Kocsis István drámája alapján, 1995)
- Spiró György Nyulak Margitja című darabjában dolgozta fel Margit történetét, melyet először a Pécsi Nemzeti Színházban mutattak be 1978-ban Konter László rendezésében. Margitot Horineczky Erika alakította.
- A láthatatlan ember című, 1983-ban készült dokumentum-játékfilmben Málnai Zsuzsa alakította Margitot.
- Kocsis István: Az áldozat, Szt. Margit legendája c., 1989-ben írt színművét 2015-ben az Újszínházban mutatták be. Margitot Molnár Nikoletta alakította.[4][5]
- A Tömény történelem című sorozat 3. epizódjának egyik témája Margit történetének parodisztikus változata. Margitot Rezes Judit alakította.

## Szent Margit halála utáni csodák
Halála után – az 1276. évi jegyzőkönyv szerint – csodák és gyógyulások egész sora következett be. Feljegyezték, hogy a halott királylány arcbőre szépségesen felragyogott, rózsás pír jelent meg rajta. Szeme körül arany félkörívek csillogtak, teste pedig édes illatot árasztott. Holtteste halála után három hétig nem indult oszlásnak.
Sírhelyét betegek tömege kereste fel, és imádkozott Margit közbenjárásáért. Egyesek kínzó fogfájásukból, mások csillapíthatatlan lázukból nyertek gyógyulást. IV. László király is életveszélyes lázból épült fel, midőn Margit segítségéért esedezett. A király szinte azonnal jobban lett. Az Árpád-ház más tagjai is Margithoz fordultak bajaikban.
Az uralkodó dinasztián kívül rengeteg szegény is felkereste Margit sírhelyét. Vak koldusok, süketek, bénák, leprások egész sora gyógyult meg a szent helyen. Még a pogány kunok közül is jó néhányan megtértek, látva a Margithoz köthető csodákat. Egy Zerte nevű kun harcos, akinek lova fél szemére megvakult, hallott az Árpád-házi királyleány csodatetteiről. Úgy döntött, fohászkodni fog a szenthez, és ha lova visszanyeri a szeme világát, egész családjával együtt keresztény hitre tér.
A legérdekesebb történetek kétségtelenül azok, amelyek szerint Margit könyörgésére még a halottak is feltámadnak. Egy ízben kútba fulladt lány kelt életre, máskor pedig leomló ház által maga alá temetett kisfiú.
Margit saját halálát is előre megérezte. Az egyik testvér siratásánál megmondta a rend főnökasszonyának, hogy ő lesz a kolostor következő halottja. Így is lett, hiszen nem sokkal később megbetegedett és távozott az élők sorából.
A Margit-legenda Ráskay Lea domonkosrendi apáca kézírásában maradt fent.

## Képgaléria

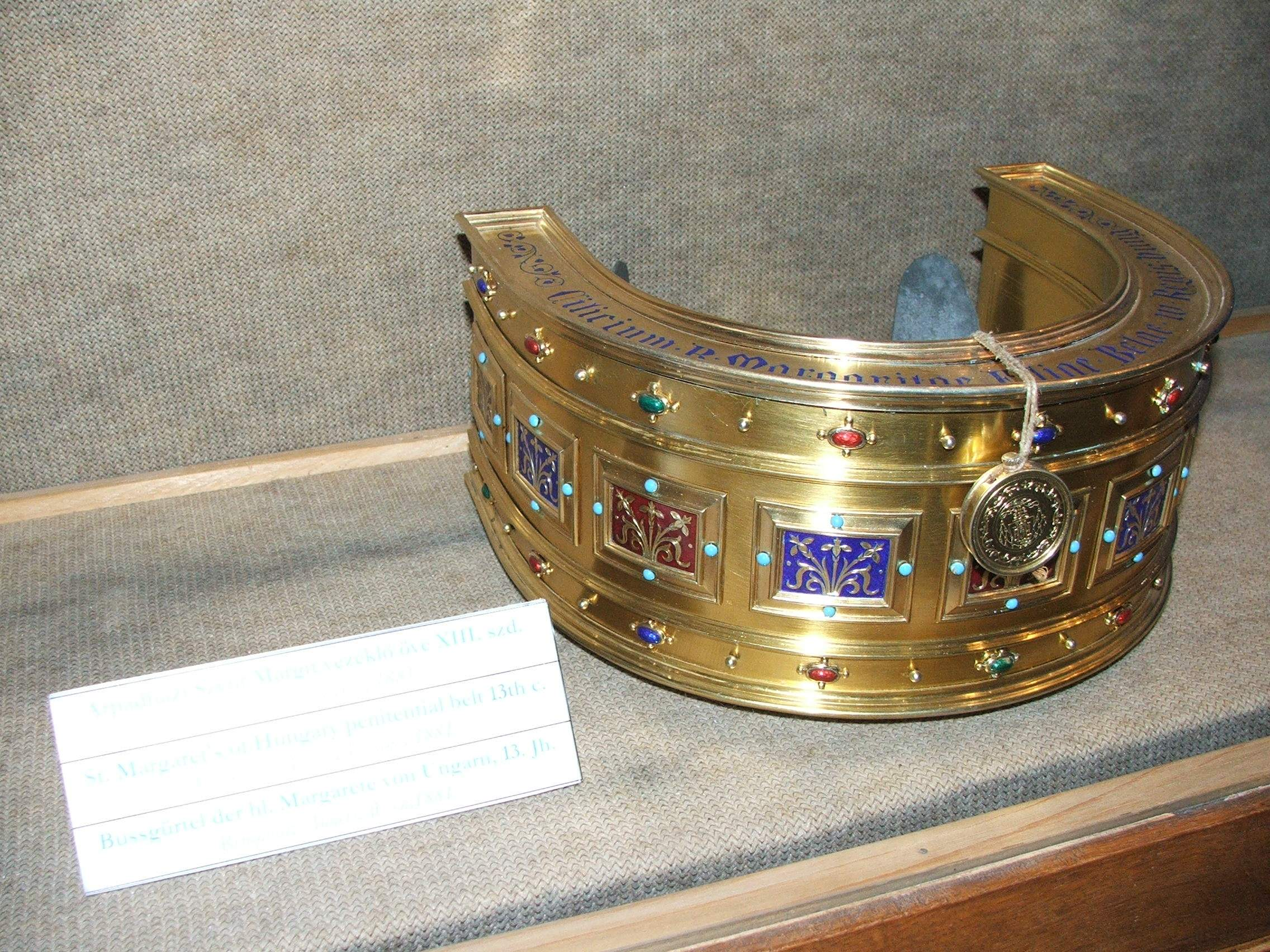
Vezeklőöve(wd) az esztergomi Főszékesegyházi Kincstárban
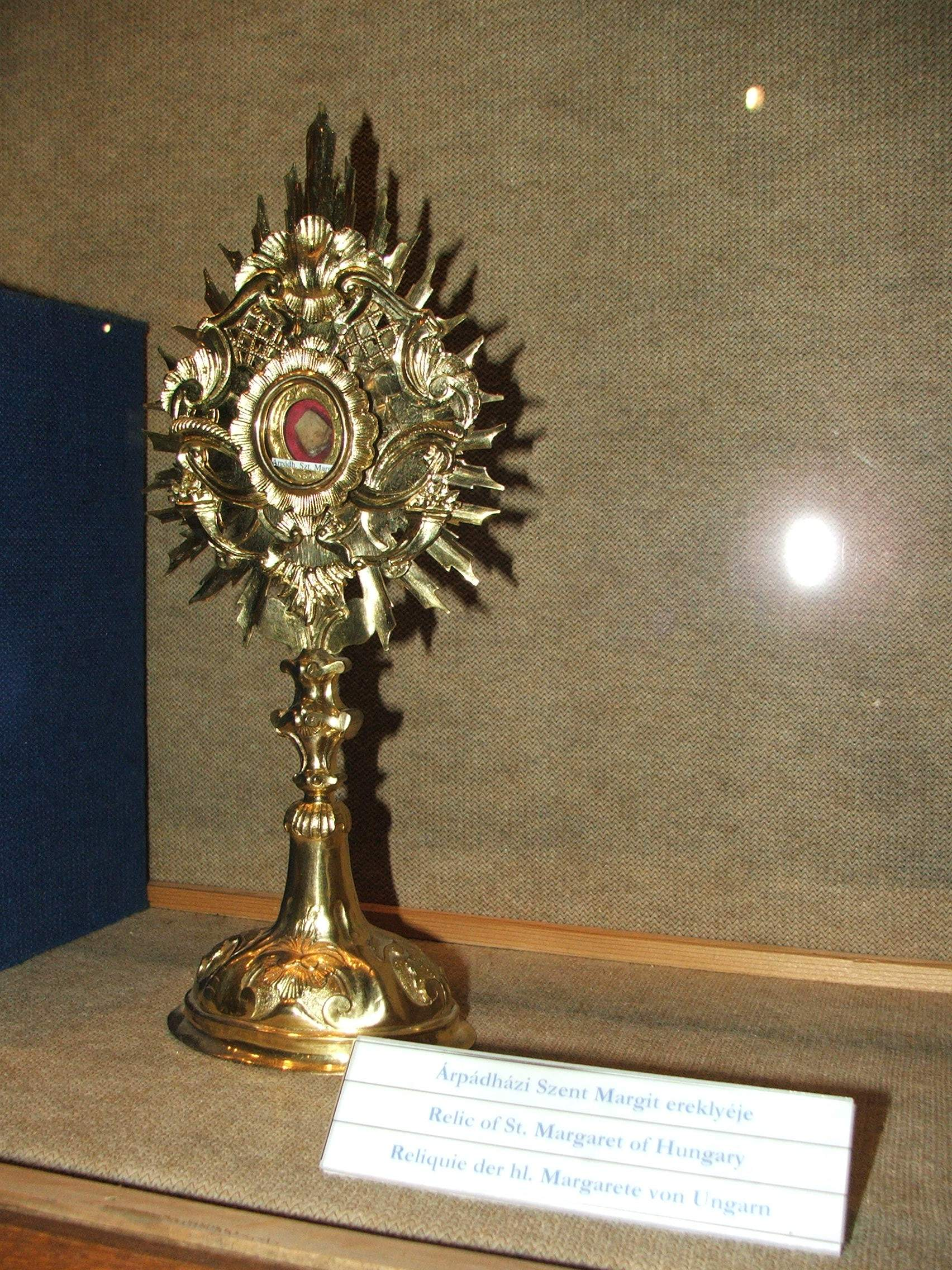
Ereklyéje a Főszékesegyházi Kincstárban